# Nikea-Aghios Ioannis Rentis
Nikea-Aghios Ioannis Rentis (tiếng Hy Lạp: ?) là một khu tự quản ở vùng Attiki, Hy Lạp. Khu tự quản Nikea-Aghios Ioannis Rentis có diện tích 11 kilômét vuông, dân số theo điều tra ngày 18 tháng 3 năm 2001 là 111220 người.